# Onitis brevidens
Onitis brevidens är en skalbaggsart som beskrevs av Bai, Yang och Zhang 2006. Onitis brevidens ingår i släktet Onitis och familjen bladhorningar. Inga underarter finns listade i Catalogue of Life.